# Dusona petiolaris
Dusona petiolaris là một loài tò vò trong họ Ichneumonidae.